# 特鲁瓦主宫医院

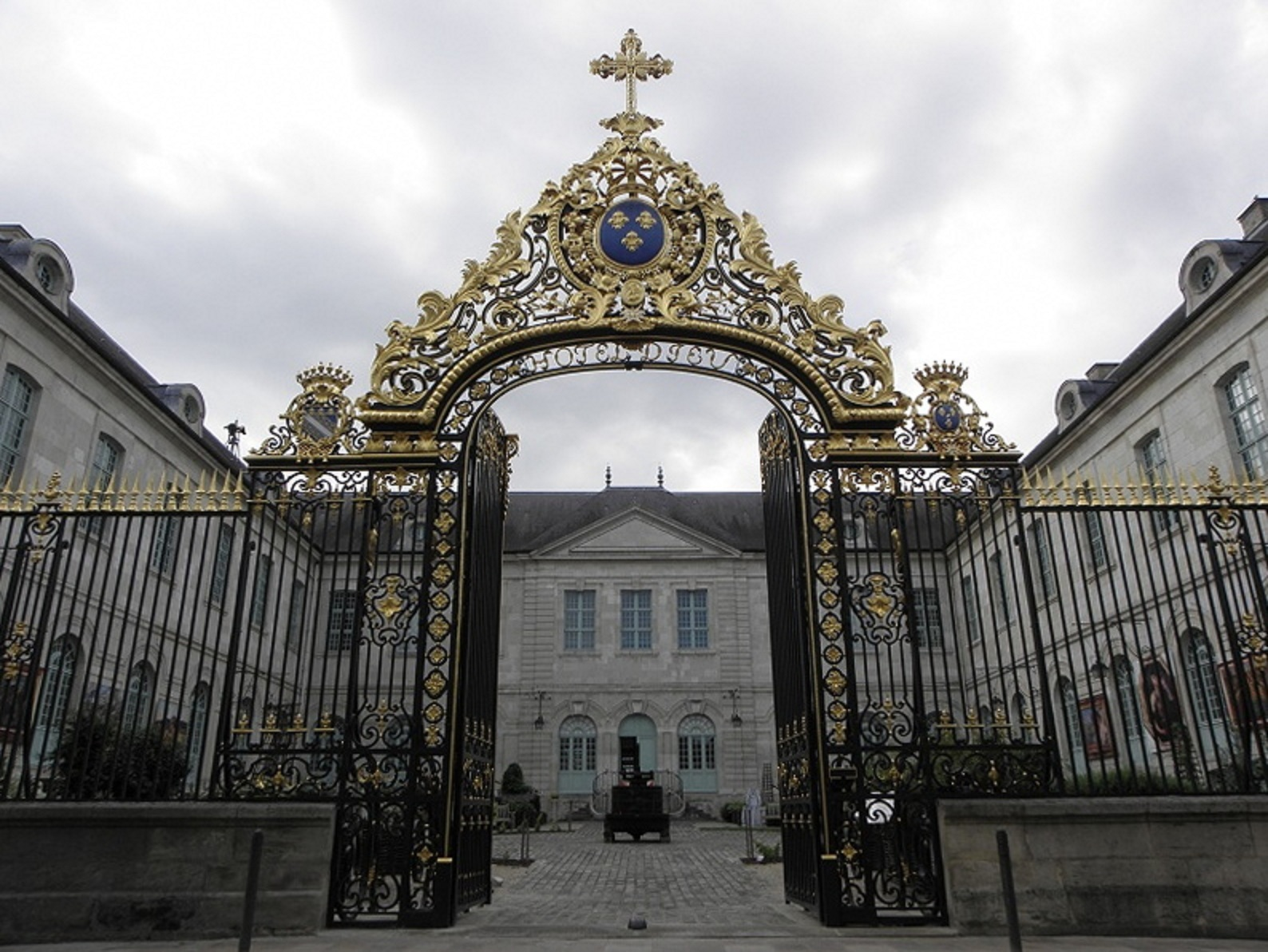
特鲁瓦主宫医院

特鲁瓦主宫医院（hôtel-Dieu de Troyes）位于法国大东部大区奥布省特鲁瓦，1885年列为法国历史遗迹。